# Сфинкс

## Порекло
Мутација која ствара бездлаке мачке забележена је неколико пута у 19. веку.
Први сфинкс је мачак рођен 1966. године, али није имао потомке. 1978. у Торонту, први пут је дугодлака мачка добила легло бездлаких мачића, од којих је једно спарено са мачком Девон рекс, како би настало бездлако потомство.